# Rümminger Moos
Das Rümminger Moos ist ein feuchter Eichen-Hainbuchen-Wald am flach geneigten Westhang des Röttlerwaldes der bereits seit 1939 als Naturschutzgebiet ausgewiesen ist. Er liegt auf der Gemarkung der Gemeinde Rümmingen im Landkreis Lörrach und im Naturraum Markgräfler Hügelland in Baden-Württemberg.

## Geschichte
1938 erstellte Erich Oberdorfer ein botanisches Gutachten für die badische Naturschutzstelle in Karlsruhe, das das Rümminger Moos als Auenwald von „feuchtem Eichen-Hainbuchen-Eschentyp“ beschreibt und den „charakteristischen Seegrasrasen“, „Bestände des Riesenschachtelhalmes“, sowie die schönen Stieleichen hervorhebt.
Auf Basis des Reichsnaturschutzgesetzes von 1935 wurde das Rümminger Moos am 16. Januar 1939 unter der Nummer 12 in das Reichsnaturschutzbuch für das Land Baden eingetragen und ist das älteste Naturschutzgebiet im Landkreis Lörrach.
Das in der Nähe liegende Naturdenkmal „Ziegelei-Grube Rümmingen“ gehört nicht zum Naturschutzgebiet.